# Парал (корабль)
«Парал» (др.-греч. Πάραλος, «побережье», назван в честь мифологического сына Посейдона) — афинский священный корабль и посольская триера Афинского флота в конце V в. до н. э. Его моряки были известны своими яростными продемократическими взглядами. Он сыграл заметную роль в нескольких эпизодах Пелопоннесской войны.
«Парал» упоминается в литературных и эпиграфических источниках классического периода чаще, чем любой другой корабль, он доставлял почти все известные афинские дипломатические миссии в V и IV веках до нашей эры, и, по-видимому, в большинстве из этих миссий тамиас (казначей, др.-греч. ταμείας) Парала выступал в качестве главного посла.
Экипаж «Парала» был известен своими исключительно сильными демократическими взглядами. Его единство в этом вопросе свидетельствует о том, что он состоял из членов одного геноса (рода) Πάραλοι (парали, эразмийское паралои). Этот экипаж сыграл важную роль в предотвращении олигархического государственного переворота на Самосе в 411 году до нашей эры. Принеся весть об этом событии в Афины, однако, они обнаружили, что там произошёл успешный олигархический государственный переворот, и были взяты в плен; один из спасшихся бегством членов экипажа привёз весть об этом событии флоту на Самосе. С этого начался период открытого противостояния между городом и флотом.
В 405 г. до н. э. Парал был одним из десяти кораблей, сбежавших во время катастрофического для афинян поражения при Эгоспотамах. Он был отправлен в Афины с вестью о поражении.
Последнее задокументированное сообщение о Парале относится к июню 331 г. до н.э., когда Александр Македонский, отправившийся в поход против персов из Египта, остановился в Тире, куда к нему из Афин на Парале прибыло посольство во главе с послами Диофантом и Ахиллом.